# 樓盤

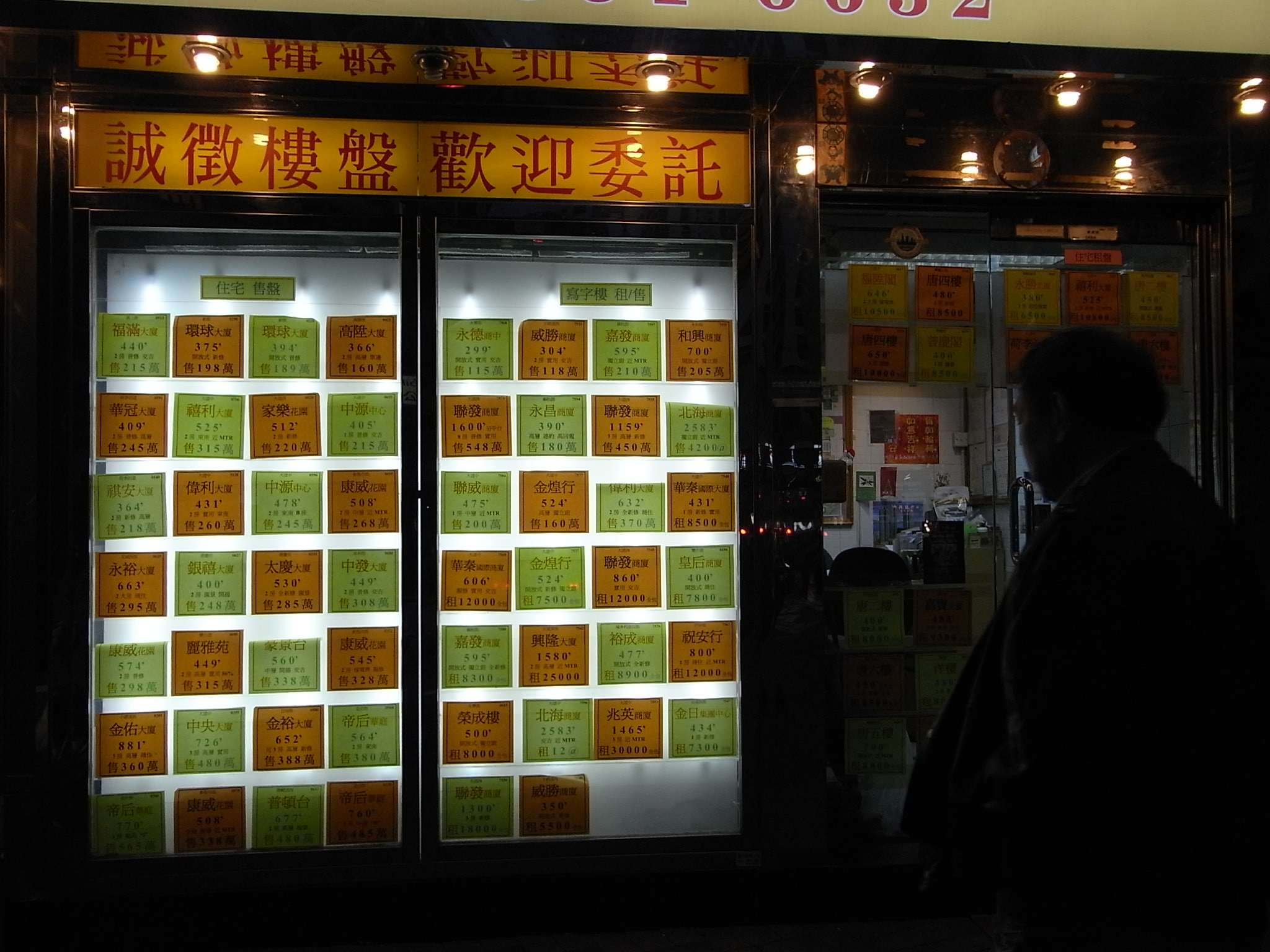
地產代理展示的樓盤

樓盤，是香港不動產買賣時，對房地產的稱呼。一個樓盤可以是一個居住單位、一幢大廈或一個屋苑， 甚至一幅地皮、一個泊車位、樓花期貨等。可泛指地产行业的产品。
樓盤分為一手樓盤和二手樓盤，一手樓盤的賣家是地產發展商。樓盤的資訊包括建築面積和實用面積（香港習慣以平方英尺表示）、裝修、景觀、層數、地點、價錢、住宅單位平面圖、房間數目、會所設施、交通配套、實用率，甚至非平面資訊如示範單位等。這些資料未必是法例規定一定要公開，不實陳述時有可能。除非獨家地產代理該樓盤，否則代理只能依靠增值服務及資訊作非價格競爭。
大樓盤或藍籌樓盤指其交易量高、價格穩定、轉手容易且快、位處鐵路沿線。它們通常成為「炒樓」者至愛。香港主要大樓盤有太古城、沙田第一城、美孚新邨、綠楊新邨等。
2024-2025新盤
全港一手貨尾單位 （页面存档备份，存于）